# Jay Chamberlain
 Jay Chamberlain  va ser un pilot de curses automobilístiques estatunidenc que va arribar a disputar curses de Fórmula 1.
Chamberlain va néixer el 29 de desembre del 1925 a Los Angeles, Califòrnia, Estats Units i va morir l'1 d'agost del 2001 a Tucson, Arizona.

## A la F1
Va debutar a la cinquena cursa de la temporada 1962 (la tretzena temporada de la història) del Campionat del món de la Fórmula 1, disputant el 21 de juliol del 1962 el GP de Gran Bretanya al circuit d'Aintree.
Jay Chamberlain va participar en un total de tres proves puntuables per al campionat de la F1, aconseguint una quinzena posició com a millor classificació en una cursa i no assolí cap punt pel Campionat del món de pilots.

## Resultats a la Fórmula 1
| Any  | Equip            | Xassís | Motor  | 1   | 2   | 3   | 4   | 5      | 6       | 7       | 8   | 9   | Posició | Punts |
| ---- | ---------------- | ------ | ------ | --- | --- | --- | --- | ------ | ------- | ------- | --- | --- | ------- | ----- |
| 1962 | Ecurie Excelsior | Lotus  | Climax | HOL | MON | BEL | FRA | GBR 15 | ALE NVQ | ITA NVQ | USA | SUD | -       | 0     |

### Resum
| Curses: | Victòries: | Pòdiums: | Poles: | Voltes ràpides: | Punts: |
| ------- | ---------- | -------- | ------ | --------------- | ------ |
| 3       | 0          | 0        | 0      | 0               | 0      |